# Kościół Najświętszej Maryi Panny Szkaplerznej i św. Doroty w Przyrowie
Kościół Najświętszej Maryi Panny Szkaplerznej i Świętej Doroty – rzymskokatolicki kościół parafialny należący do dekanatu Olsztyn archidiecezji częstochowskiej.

## Historia
Jest to świątynia wzniesiona dzięki staraniom księdza Edwarda Bendkowskiego w latach 1908–1911. Konsekrowana została przez biskupa włocławskiego Stanisława Zdzitowieckiego w dniu 29 października 1911 roku.
Kościół był kilkakrotnie remontowany w XX wieku. W latach 1958–1964 świątynia została gruntownie wyremontowana dzięki staraniom księdza Wincentego Szymczyka. Podczas urzędowania księdza Czesława Kabały świątynia otrzymała nowe ławki i konfesjonały oraz została założona boazeria we wnętrzu. W oknach w prezbiterium zostały wprawione dwa nowe witraże (przedstawiające św. Dorotę, patronkę świątyni, oraz św. Jadwigę Królową – na pamiątkę jej kanonizacji w 1997 roku).

## Architektura
Jest to monumentalna, murowana budowla reprezentująca styl neogotycki z cechami stylu neoromańskiego. Wnętrze świątyni zostało urządzone w stylu barokowym. Ołtarz główny posiada charakter kolumnowy. Do wyposażenia kościoła należą rzeźby i obrazy także z czasów baroku.
Świątynię zbudowano z czerwonej cegły.